# Iris van Dongen
 (avril 2016).
Iris Van Dongen, née en 1975 à Tilbourg aux Pays-Bas, est une artiste néerlandaise.

## Biographie
Iris Van Dongen est née en 1975 à Tilbourg. Diplômée de l'AKV St. Joost (en), à Bois-le-Duc (Pays-Bas), elle vit et travaille à Berlin.

## Technique

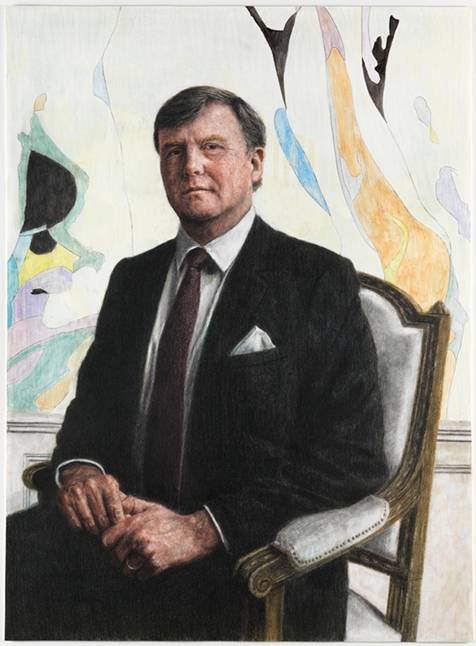
Iris van Dongen, Portrait de Willem-Alexander (pastel)

Elle dessine à la gouache, au pastel sec et au fusain.

## Expositions solo
- 2016 : The Hunter from Noland, galerie Bugada & Cargnel, Paris
- 2014 : Comrade shadow, Luis de Adelantado, Valence
- 2013 : Amsterdam Drawing, galerie Diana Stigter, Amsterdam
- 2011 : Iris van Dongen, Luis de Adelantado, Valence et Mexico
- 2011 : Wrong, exit, Autocentre, Berlin
- 2011 : Temporary, Devotion, Künstlerhaus Bethanien, Berlin
- 2010 : The Preparation, galerie Diana Stigter, Amsterdam
- 2009 : The Curse of the Monk, galerie Bugada & Cargnel, Paris (avec Dionisis Kavalieratos)
- 2009 : Suspicious, Stedelijk Museum Schiedam, Schiedam
- 2008 : The Ejaculation of the Demon, The Breeder, Athènes (avec Dionisis Kavalieratos)
- 2008 : Suspicious, galerie Diana Stigter, Amsterdam (avec Dionisis Kavalieratos)
- 2008 : Hallucinations & Halleluja's, Stedelijk Museum, 's Hertogenbosch (NL)
- 2008 : Autocentre, Berlin
- 2007 : CODE (free code magazine), Bruxelles (avec Kimberly Clark)
- 2006 : Doomed with Grace and Pleasure, galerie Bugada & Cargnel, Paris (avec Kimberly Clark)
- 2006 : Hooley, The Breeder, Athens, (avec Kimberly Clark)
- 2006 : Cosmic, Paris[1]
- 2005 : The Mistery Zone, galerie Diana Stigter, Amsterdam
- 2005 : Aurelia, Salon 94, New York
- 2005 : She's The Night, Künstlerhaus Bethanien, Berlin
- 2005 : Musée Van Abbe, Eindhoven[1]
- 2005 : Schirn Kunsthalle, Francfort[1]
- 2005 : Gemeentelijke Museum, La Haye[1]
- 2005 : Nox, Noctis, GEM, Museum of Contemporary Art, La Haye
- 2005 : Royal Academy, Londres[1]
- 2004 : Spleen, The Breeder, Athènes
- 2003 : Mortality, TENT, Rotterdam
- 2001 : Vergiß nicht, el sueno de la razon produce monstruos, NP, Berlin
- 2000 : Museum van Nagsael, Rotterdam